# 蘇沙羅
蘇 沙羅（そ しゃら、生没年不詳）は、中国の隋の軍人。字は子粋。本貫は扶風郡。

## 経歴
北周の眉州刺史の蘇順（蘇孝慈の兄）の子として生まれた。北周に仕えて、都督を初任とした。大象2年（580年）、韋孝寛の下で尉遅迥を討ち、功績により開府儀同三司の位を受けて、通秦県公に封じられた。隋の開皇元年（581年）、蜀王楊秀が益州に下向すると、沙羅は本官のまま従い、資州刺史に任じられた。開皇8年（588年）、冉駹羌が隋に反抗して汶山・金川の2鎮を攻撃すると、沙羅は兵を率いて反乱軍を撃破し、邛州刺史に任じられた。数年後、検校利州総管事をつとめた。開皇17年（597年）、史万歳の下で西爨を攻撃し、連戦して功績を挙げ、位は大将軍に進んだ。まもなく検校益州総管長史となった。開皇20年（600年）、越巂郡の王奉が隋に反抗して挙兵すると、沙羅は段文振の下で反乱軍を討った。仁寿2年（602年）、蜀王楊秀が廃位されると、沙羅も連座して庶民に落とされた。後に私邸で死去した。
子に蘇康があった。

## 伝記資料
- 『隋書』巻46 列伝第11
- 『北史』巻75 列伝第63